# Давид Бедінадзе
Давид Бедінадзе (груз. დავით ბედინაძე; нар. 5 лютого 1985, Батумі, Аджарська АРСР, Грузинська РСР) — грузинський борець греко-римського стилю, чемпіон та срібний призер чемпіонатів світу, срібний та бронзовий призер чемпіонатів Європи, переможець та срібний призер Кубків світу, учасник Олімпійських ігор.

## Життєпис
Боротьбою займається з 1993 року. Був бронзовим призером чемпіонату Європи серед кадетів 2001 року та бронзовим призером чемпіонату світу серед юніорів 2003 року.
Виступав за борцівський клуб «Динамо» Тбілісі. Тренер — Ваза Гравішвілі.

## Спортивні результати на міжнародних змаганнях

### Виступи на Олімпіадах
| Змагання                    | Збірна | Вагова категорія                 | Місце |
| --------------------------- | ------ | -------------------------------- | ----- |
| Літні Олімпійські ігри 2008 | Грузія | греко-римська боротьба, до 60 кг | 15    |

### Виступи на Чемпіонатах світу
| Змагання                        | Збірна | Вагова категорія                 | Місце  |
| ------------------------------- | ------ | -------------------------------- | ------ |
| Чемпіонат світу з боротьби 2005 | Грузія | греко-римська боротьба, до 60 кг | 13     |
| Чемпіонат світу з боротьби 2006 | Грузія | греко-римська боротьба, до 60 кг | Срібло |
| Чемпіонат світу з боротьби 2007 | Грузія | греко-римська боротьба, до 60 кг | Золото |

### Виступи на Чемпіонатах Європи
| Змагання                         | Збірна | Вагова категорія                 | Місце  |
| -------------------------------- | ------ | -------------------------------- | ------ |
| Чемпіонат Європи з боротьби 2005 | Грузія | греко-римська боротьба, до 60 кг | Бронза |
| Чемпіонат Європи з боротьби 2006 | Грузія | греко-римська боротьба, до 60 кг | Срібло |
| Чемпіонат Європи з боротьби 2007 | Грузія | греко-римська боротьба, до 60 кг | 8      |

### Виступи на Кубках світу
| Змагання                    | Збірна | Вагова категорія                 | Місце  |
| --------------------------- | ------ | -------------------------------- | ------ |
| Кубок світу з боротьби 2007 | Грузія | греко-римська боротьба, до 60 кг | Срібло |
| Кубок світу з боротьби 2008 | Грузія | греко-римська боротьба, до 60 кг | Золото |

### Виступи на інших змаганнях
| Змагання                         | Збірна | Вагова категорія                 | Місце |
| -------------------------------- | ------ | -------------------------------- | ----- |
| Золотий Гран-прі з боротьби 2008 | Грузія | греко-римська боротьба, до 60 кг | 7     |

### Виступи на змаганнях молодших вікових груп
| Змагання                                       | Збірна | Вагова категорія                 | Місце  |
| ---------------------------------------------- | ------ | -------------------------------- | ------ |
| Чемпіонат Європи з боротьби серед кадетів 2000 | Грузія | греко-римська боротьба, до 54 кг | 21     |
| Чемпіонат Європи з боротьби серед кадетів 2001 | Грузія | греко-римська боротьба, до 54 кг | Бронза |
| Чемпіонат світу з боротьби серед юніорів 2003  | Грузія | греко-римська боротьба, до 55 кг | Бронза |